# Mobile Bargeldabhebung

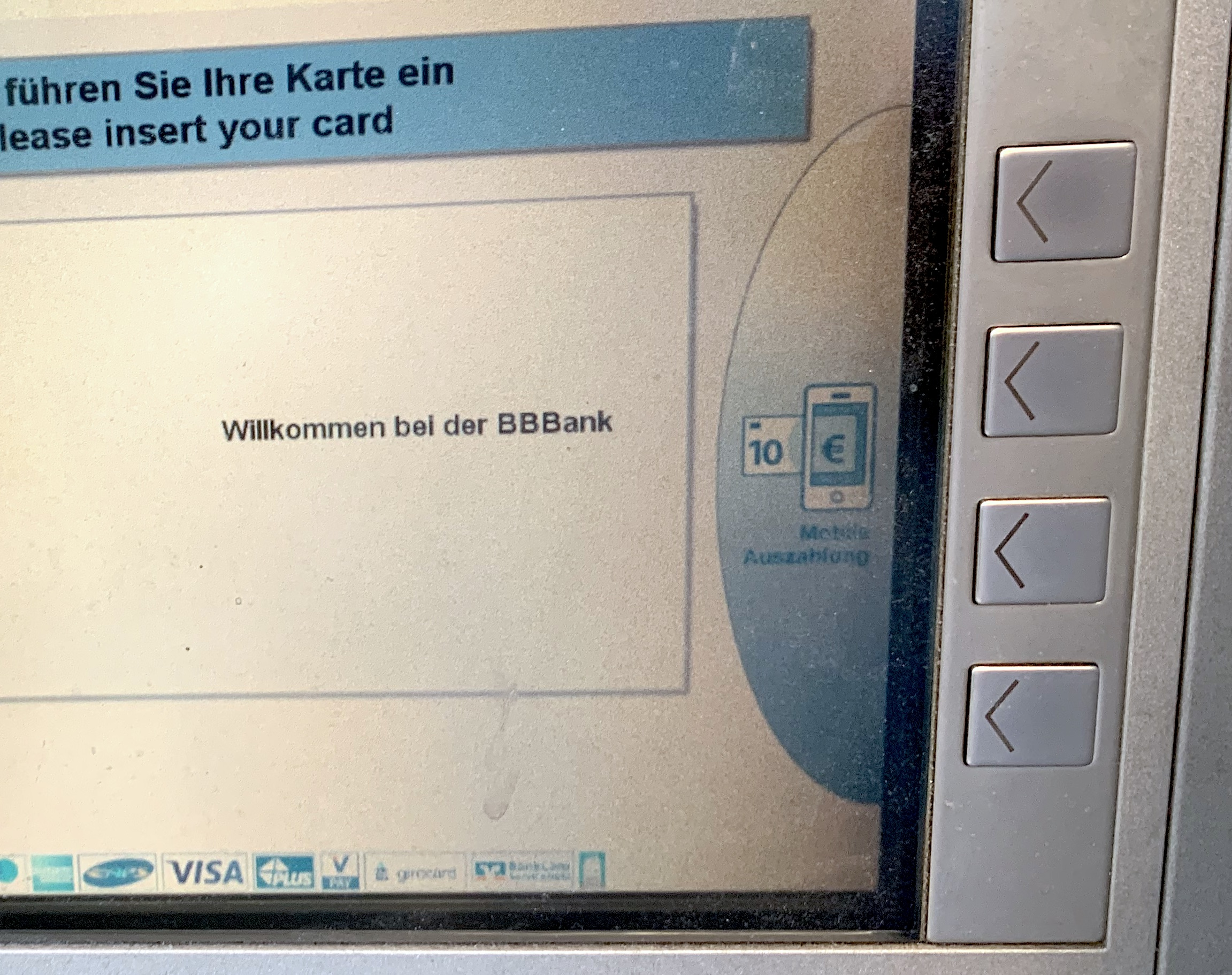
Geldautomat an der rechten Seite die Funktion "Mobile Auszahlung"

Die Mobile Bargeldabhebung ist eine Funktion eines Geldausgabeautomaten (GAA), die es ermöglicht, alleinig mit dem Smartphone, ohne Debit- oder Kreditkarte, am Geldautomaten eine Bargeldabhebung in Selbstbedienung durchzuführen.

## Funktionsweise
Die derzeit verbreiteten Verfahren zum Geldabheben an einem Geldausgabeautomaten verwenden zumeist Kredit- oder Debit-Karten. Auf deren Magnetstreifen oder integrierten Schaltkreisen befinden sich Identifikationsdaten des Kunden oder einer Kontoverbindung.
Bei der mobilen Bargeldabhebung kommt keine Karte zum Einsatz. Der Kunde loggt sich auf dem Smartphone in seiner Banking-App ein.  Dort wählt er den gewünschten Auszahlungsbetrag und gegebenenfalls die Stückelung. Am Bankomat generiert er per Knopfdruck eine mobile Transaktion-Identifikation-Nummer (mTIN), die er dann in der App einträgt. Am Bankomat gibt er zur Auszahlung die mobile PIN ein.
Das Verfahren ist in der Patentschrift „Verfahren und System zum bargeldlosen Bezahlen oder Geldabheben mit einem mobilen Kundenterminal“ beschrieben.

## Verbreitung
Das Verfahren zur mobilen Bargeldabhebung wird bei allen teilnehmenden Genossenschaftsbanken, sowie von einigen Instituten (z. B. der BBBank, PSD Bank …) in Deutschland angeboten. Diese Institute beziehen ihre IT-Dienste von dem IT-Dienstleister Fiducia & GAD IT.

## Besonderheiten
Minderjährige können sich ebenfalls für die mobile Auszahlung registrieren. Sie benötigen dazu die Zustimmung ihrer Erziehungsberechtigten bzw. gesetzlichen Vertreter.